# Guitar Wolf
Guitar Wolf (ギターウルフ, llop guitarra) és un grup japonés de rock:
fundat l'any 1987 a Nagasaki, el conjunt fa rock de garatge amb un so intencionadament distorsionat que anomenen «Jett rock» en homenatge a Joan Jett. A més, com a amants del cine japonés de sèrie B, el trio ha aparegut en algunes pel·lícules del gènere com Sore Losers o Wild Zero.
Membres del grup

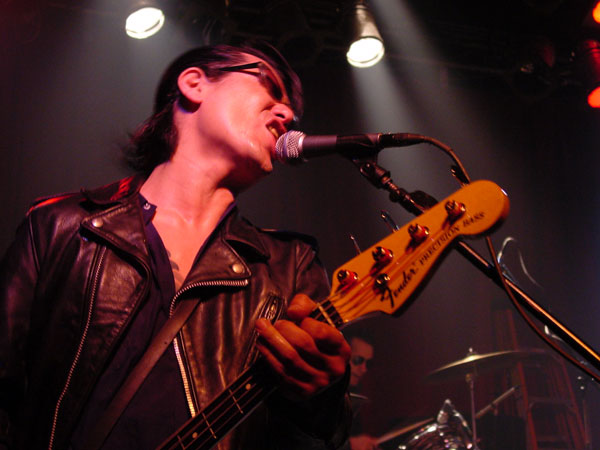
Bass Wolf U.G.
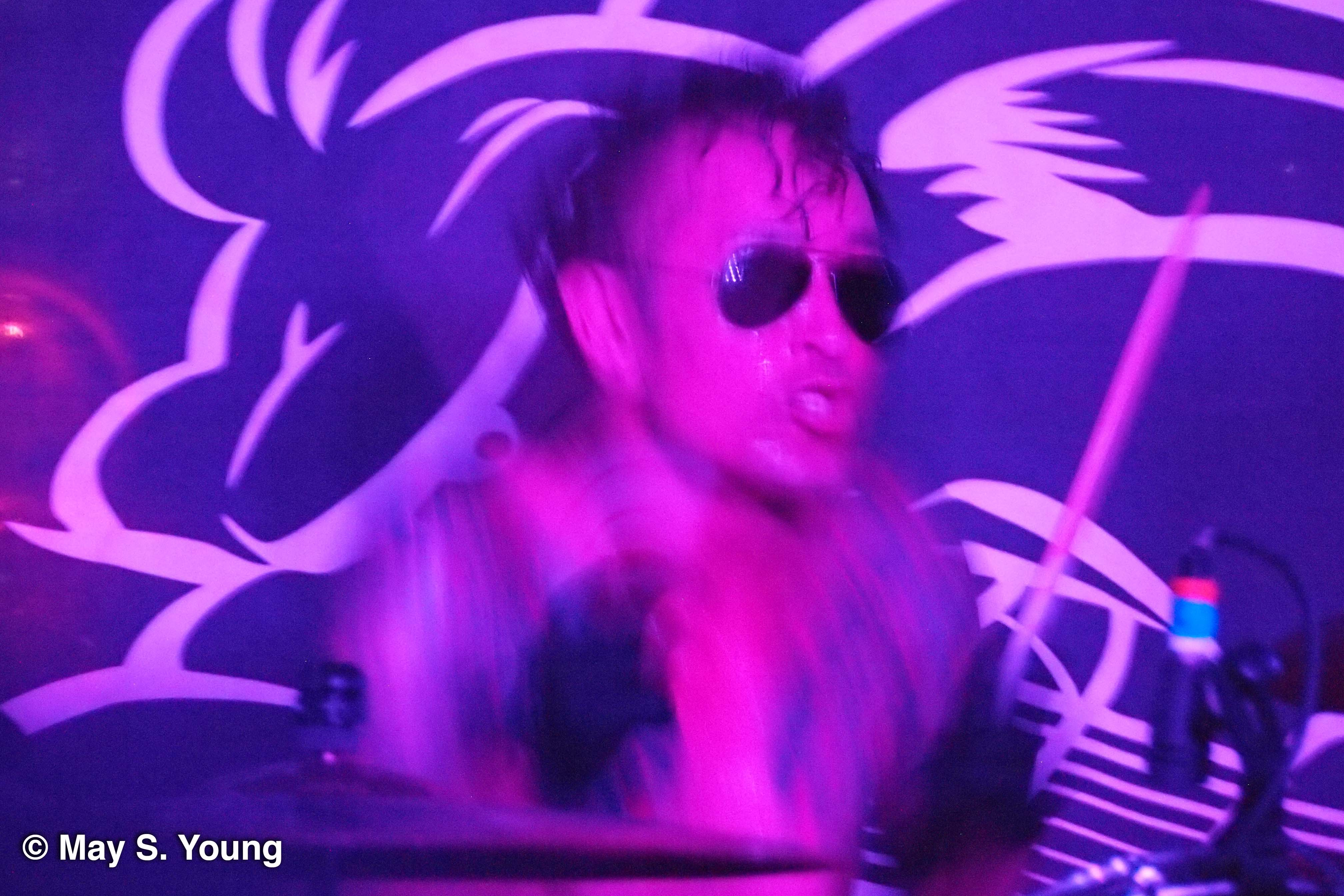
Drum Wolf Toru
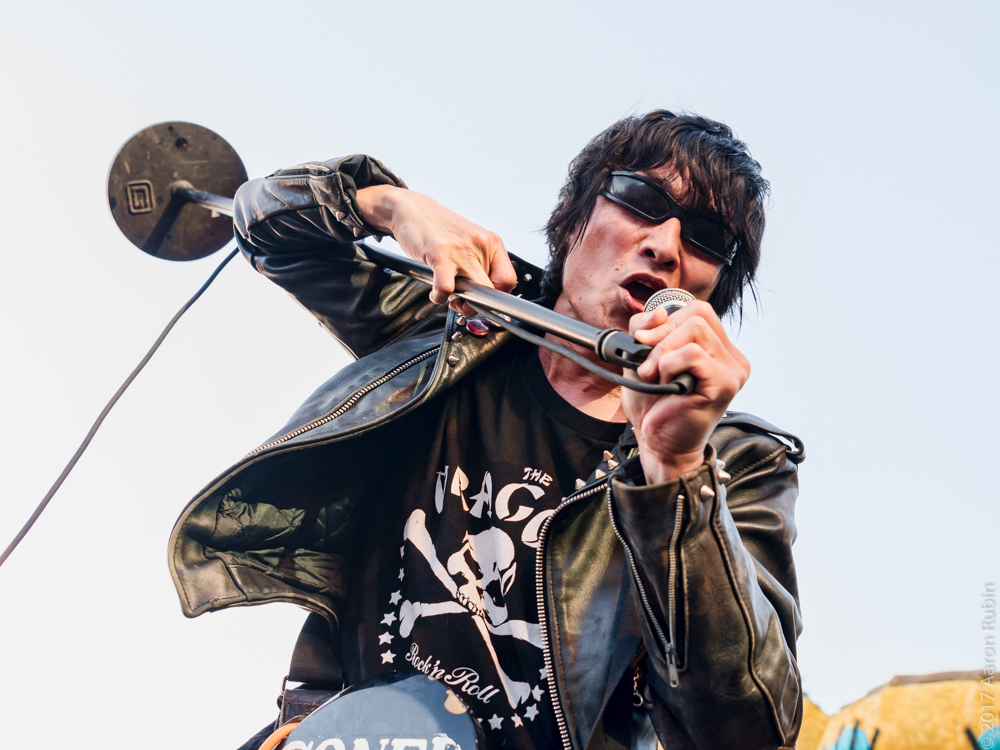
Guitar Wolf Seiji

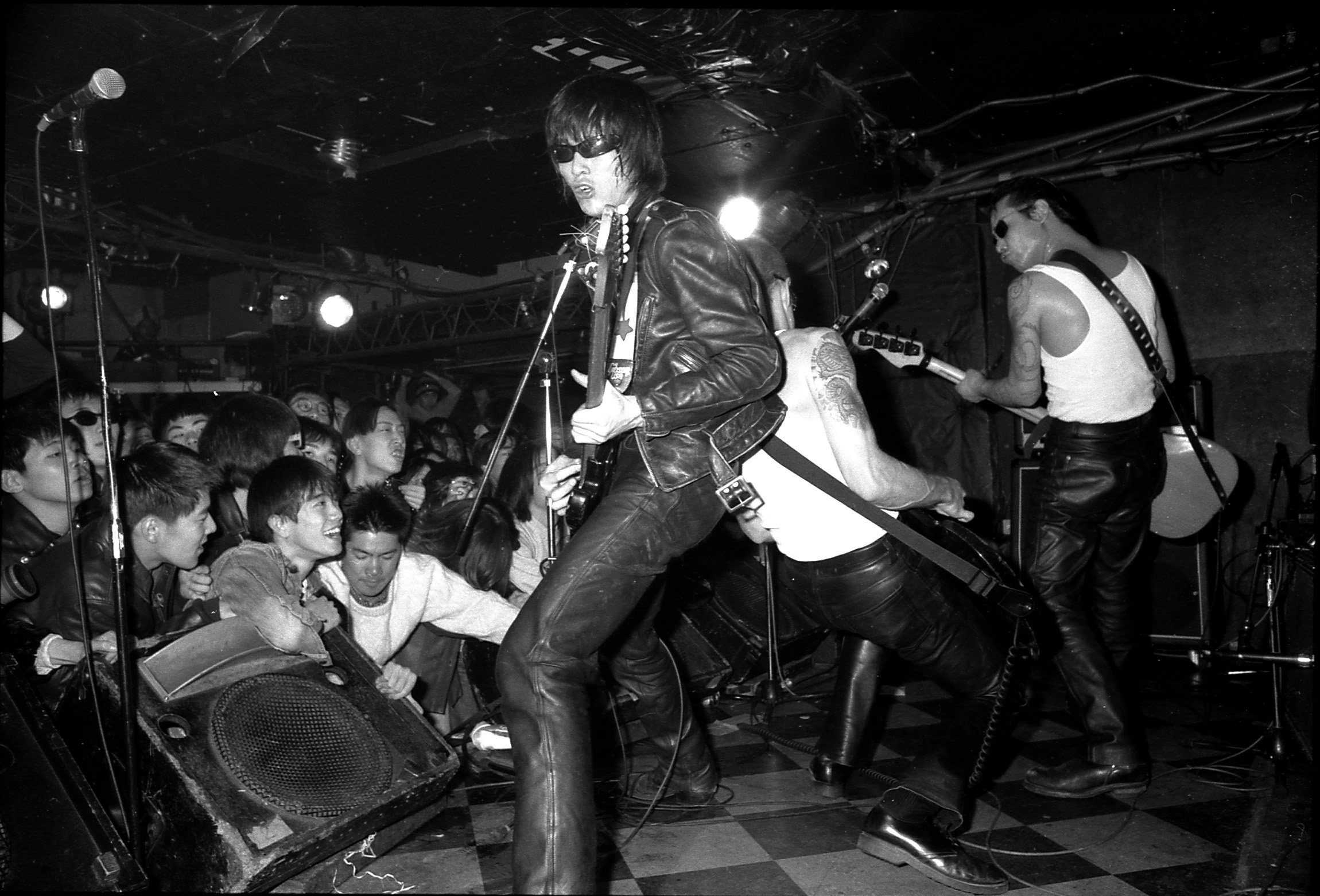
L'any 1995, encara amb Billy

Influït per Link Wray, Seiji enrolà el seu company de faena, Narita, per a acompanyar-lo a la bateria, i un altre entusiasta del punk, Billy, al baix: com els Ramones, el trio decidí usar noms genèrics per als membres del grup, per la qual cosa Narita esdevingué Drum Wolf («llop bateria»), Billy el Bass Wolf («llop baix») i Seiji el Guitar Wolf que dona nom al conjunt; Narita deixà el grup al poc de temps i Toru ocupà el seu lloc com a Drum Wolf; l'any 2005, Billy morí d'un infart miocardíac als trenta-huit anys i els altres dos membres decidiren continuar amb un nou baixiste, U.G.
El 28 de març del 2018 actuaren al Marula Café de Barcelona, telonejats pel duet Hiroshima Rock, per a presentar el T-Rex from a Tiny Space Yojouhan; després dels bisos, Seiji tornà a eixir a soles amb la guitarra per a oferir una cançó més.
el mateix any, Seiji protagonitzà la pel·lícula Fonotune: An Electric Fairytale, en la qual uns personatges anomenats Mono, Stereo, Analog i Radio viatgen per un món postapocalíptic per a assistir a un concert.
Llur tretzé àlbum —el primer amb Gotz com a baixiste— els el publicà el segell de Jack White, Third Man Records: els vint-i-sis minuts de Love and Jett es repartixen entre deu cançons, entre les quals el power pop que dona títol al conjunt, l'autodescriptiva "Sex Jaguar", una versió de "Gimme Some Lovin'", les balladores "Bowling in Takada-No-Baba" i "Australopithecus Spark" o l'últim tall, una revisitació del seu èxit "Fire Ball Red" rebatejat "Fireball Red Legend".

## Discografia
| • The Guitar Wolf (1991) |
| --- |
| (maqueta autopublicada en casset) - Cara A 1. Ryusei noise (流星ノイズ, Shooting Star Noise) 2. Mokusei Joan (木星ジョーン, Jupiter Joan) 3. Rumble 4. Ohkami rock (オオカミ ロック, Wolf Rock) 5. Red Rockabilly 6. Apach Leather 7. Kasei twist (火星ツイスト, Mars Twist) 8. Indian Guitar - Cara B 1. Machin Gun Guitar 2. Ace Of Spade 3. Jack The Ripper 4. Thunders Guitar |

| • Love and Jett (2019)                       |
| -------------------------------------------- |
| (Third Man Records) 1. Primera cançó (1’23") |